# Druogno
Druogno é uma comuna italiana da região do Piemonte, província do Verbano Cusio Ossola, com cerca de 961 habitantes. Estende-se por uma área de 29 km², tendo uma densidade populacional de 33 hab/km². Faz fronteira com Masera, Santa Maria Maggiore, Trontano.

## Demografia
| Variação demográfica do município entre 1861 e 2011                               |
|                                                                                   |
| Fonte: Istituto Nazionale di Statistica (ISTAT) - Elaboração gráfica da Wikipedia |